# Paulo Márquez
Paulo Marquez nome artístico de José Marquez (Uberaba, 26 de abril de 1928 - Rio de Janeiro, 24 de abril de 2018) foi um cantor brasileiro.
Começou a cantar desde criança em festinha e na escola que frequentava. Ficou em primeiro lugar em 1946 no programa de calouros "Clube de Neófilos" com a música "Cruz da Desilusão", de Nóbrega de Macedo e D. Souza, cujo programa era apresentado por Wanderley Greifo. A partir daí, estreou na Rádio Sociedade do Triângulo Mineiro.
Nesta época, trabalhou também como “crooner” da orquestra de baile do Uberaba Tênis Clube, onde em uma de suas apresentações no local, chamou a atenção do músico Waldomiro Constant, que o levou a atuar na Radio Guarany, de Belo Horizonte. Rômulo Paes, diretor artístico da rádio, atribuiu-lhe o nome artístico Paulo Marquez e ofereceu-lhe um programa na emissora.
Gravou seu primeiro LP "Orgia de Samba", em 1958. Gravou dois discos com a gravadora Chantecler, entre eles "Ba Be Bi Bo Bu" e "Quanto Mais Samba Melhor".

## Discografia
- Doutor em Samba
- Diz Que Fui Por Aí... Só!...
- Jubileu de Ouro
- Quanto Mais Samba Melhor
- Ba Be Bi Bo Bu
- Orgia de Samba